# Xiaomi Mi 5s Plus
Xiaomi Mi 5s Plus — флагманський смартфон від китайської компанії Xiaomi, що є модифікаціяєю Xiaomi Mi 5. Був представлений 27 вересня 2016 року разом з Xiaomi Mi 5s. Це перший смартфон серії Mi, що отримав подвійний модуль основної камери.

## Дизайн
Екран виконаний зі скла. Корпус смартфона виконаний зі шліфовного алюмінію.
Знизу знаходяться роз'єм USB-C, динамік та стилізований під динамік мікрофон. Зверху розташовані 3.5 мм аудіороз'єм, другий мікрофон та ІЧ-порт. З лівого боку смартфона розташований слот під 2 SIM-картки. З правого боку розміщені кнопки регулювання гучності та кнопка блокування смартфону. Сканер відбитків пальців знаходиться на задній панелі. 
В Україні Xiaomi Mi 5s Plus продавався в 4 кольорах: сірому, сріблястому, золотому та Rose Gold.

## Технічні характеристики

### Платформа
Смартфон отримав більш розігнаний процесор Qualcomm Qualcomm Snapdragon 821 з графічним процесором Adreno 530.

### Батарея
Батарея отримала об'єм 3800 мА·год та підтримку 18-ватної швидкої зарядки Quick Charge 3.0.

### Камера
Смартфон отримав подвійну основну камеру 13 Мп, f/2.0 + 13 Мп, f/2.0 (чорно-білий) з фазовим автофокусом та здатністю запису відео в роздільній здатності 4K@30fps. Фронтальна камера отримала роздільність 4 Мп, діафрагму f/2.0 та здатність запису відео у роздільній здатності 1080p@30fps.

### Екран
Екран IPS, 5.7", FullHD (1920 × 1080) зі співвідношенням сторін 16:9 та щільністю пікселів 386 ppi.

### Пам'ять
Смартфон продавався в комплектаціях 4/64 та 6/128 ГБ.

### Програмне забезпечення
Xiaomi Mi 5s Plus був випущений на MIUI 8 на базі Android 6.0 Marshmallow. Глобальна версія прошивки була оновлена до MIUI 10, а китайська — до MIUI 11. Обидві базуються на Android 8.0 Oreo.